# Newbouldia laevis
Espèce
Synonymes
- Newbouldia laevis (P. Beauv.) Seem. ex Bureau (préféré par NCBI)[2]
- Bignonia glandulosa Schum.[1]
- Newbouldia laevis (P. Beauv.) Seem. ex Bureau[1]
- Newbouldia laevis[2]
- Newbouldia pentandra (Hook.) Seem.[1]
- Spathodea adenantha G.Don[1]
- Spathodea jenischii Sond.[1]
- Spathodea laevis P. Beauv.[3]
- Spathodea laevis P.Beauv.[1]
- Spathodea pentandra Hook.[1]
- Spathodea speciosa C.Morren[1]

Newbouldia laevis (ou hysope africaine) est une espèce de plantes à fleurs de la famille des Bignoniaceae et du genre Newbouldia. C'est un arbre ou un arbuste tropical trouvé en Afrique. 

## Description
Newbouldia laevis se présente sous la forme d'un arbuste ne dépassant pas 8 m ou d'un arbre pouvant atteindre 20 m de haut et qui se recèpe lorsqu'on les coupe. Il est composé de feuilles imparipennées (donc la nervure axiale est terminée par une foliole impaire) avec 3 à 6 paires de folioles dentées montrant deux glandes à la base du pétiole. Son inflorescence est en racème terminal.  Ces fleurs, à maturité, sont grandes et de couleurs rosâtres. Les fruits folliculaires pendent le long de l'arbre et mesurent environ 30 cm de long à valves trinervées.
Il s'agit d'un arbuste à croissance rapide muni de  feuilles persistantes. Son tronc d'arbre peut atteindre 90 cm de diamètre. La plante est caractérisée par les feuilles de couleur vert foncé et de grandes fleurs de couleur violette.

## Noms vernaculaires
Newbouldia laevis est très connu en Afrique sous différents noms vernaculaires : lifui (Togo), sesemasa (Ghana), gimgid (Sénégal), kallihi ou manding-mandika (« reviens à la vie ») (Gambie), sherbro (Sierra Leone) ou kinkin (Mali).  Les Haoussa l'appellent aduruku et les Yoruba, akoko, Gboliêh ( Langue Dida dans le sud de la Côte d'Ivoire).

## Distribution et habitat
Newbouldia laevis est présent dans la région tropicale de l'Afrique de l'Ouest jusqu'à l'Afrique centrale. On le trouve dans les forêts en régénération et savanes boisées. Il pousse sur les sols fertiles et suffisamment drainés et, une fois arrivé à maturité, il devient très résistant à la sécheresse.

Newbouldia laevis au Bénin.
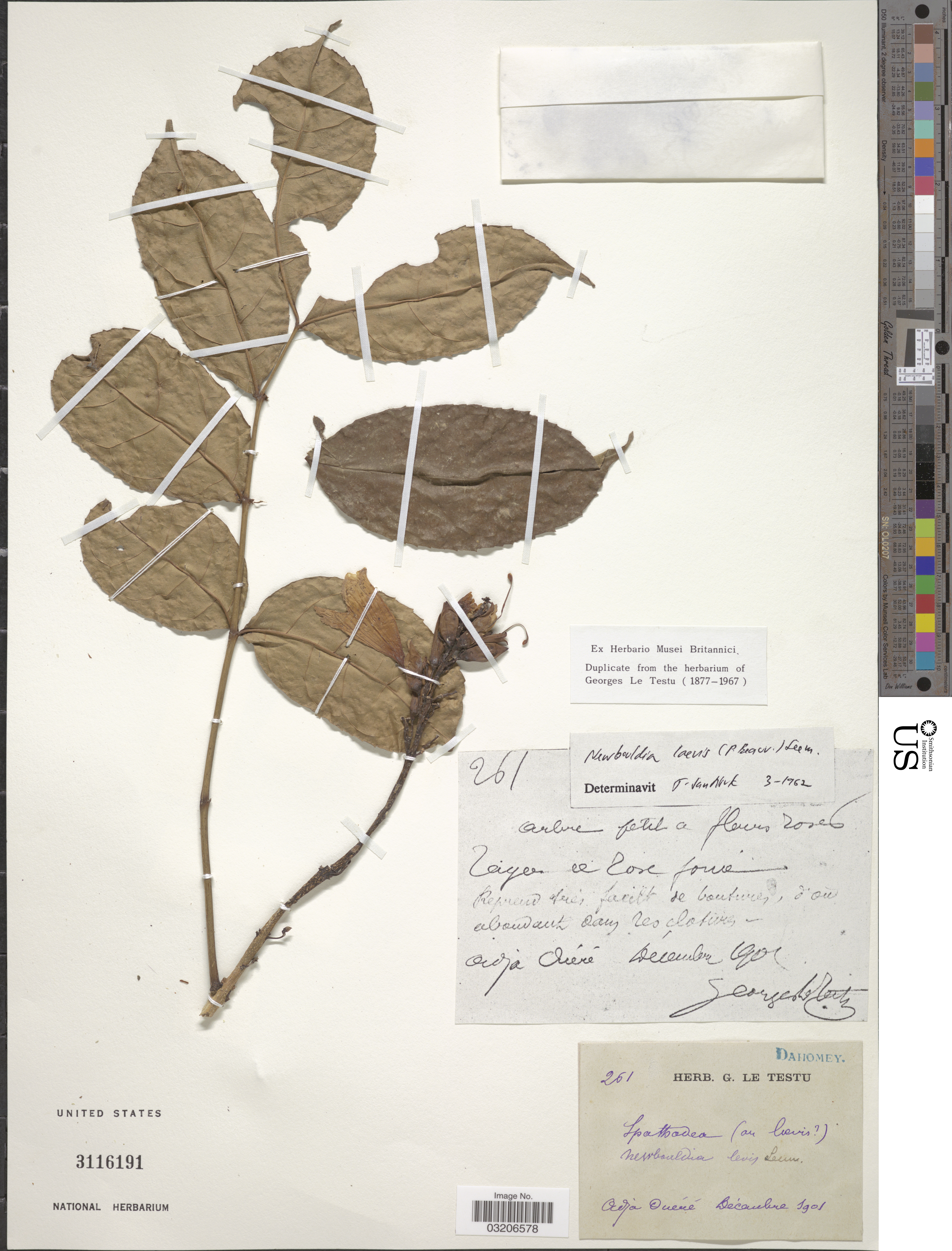
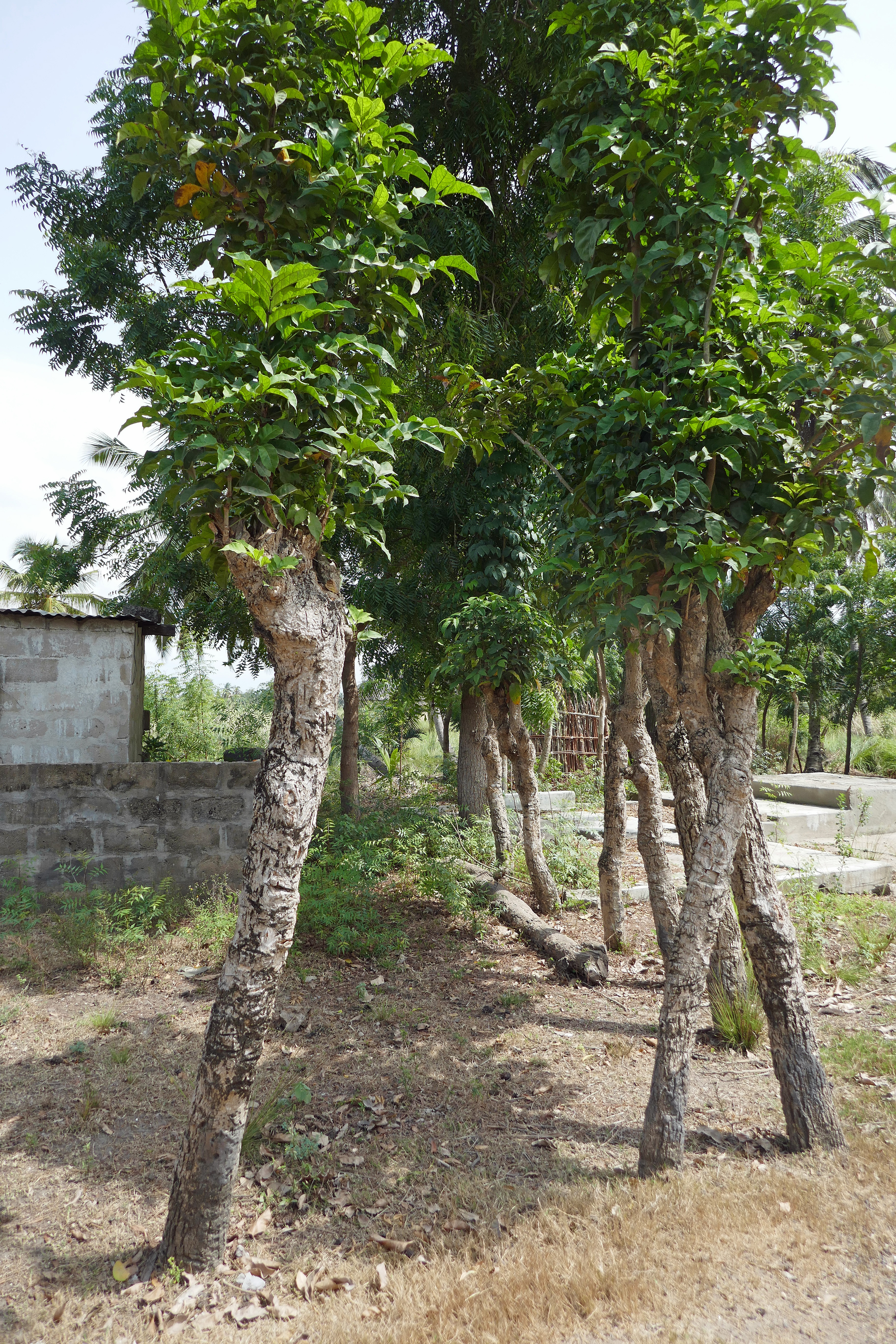
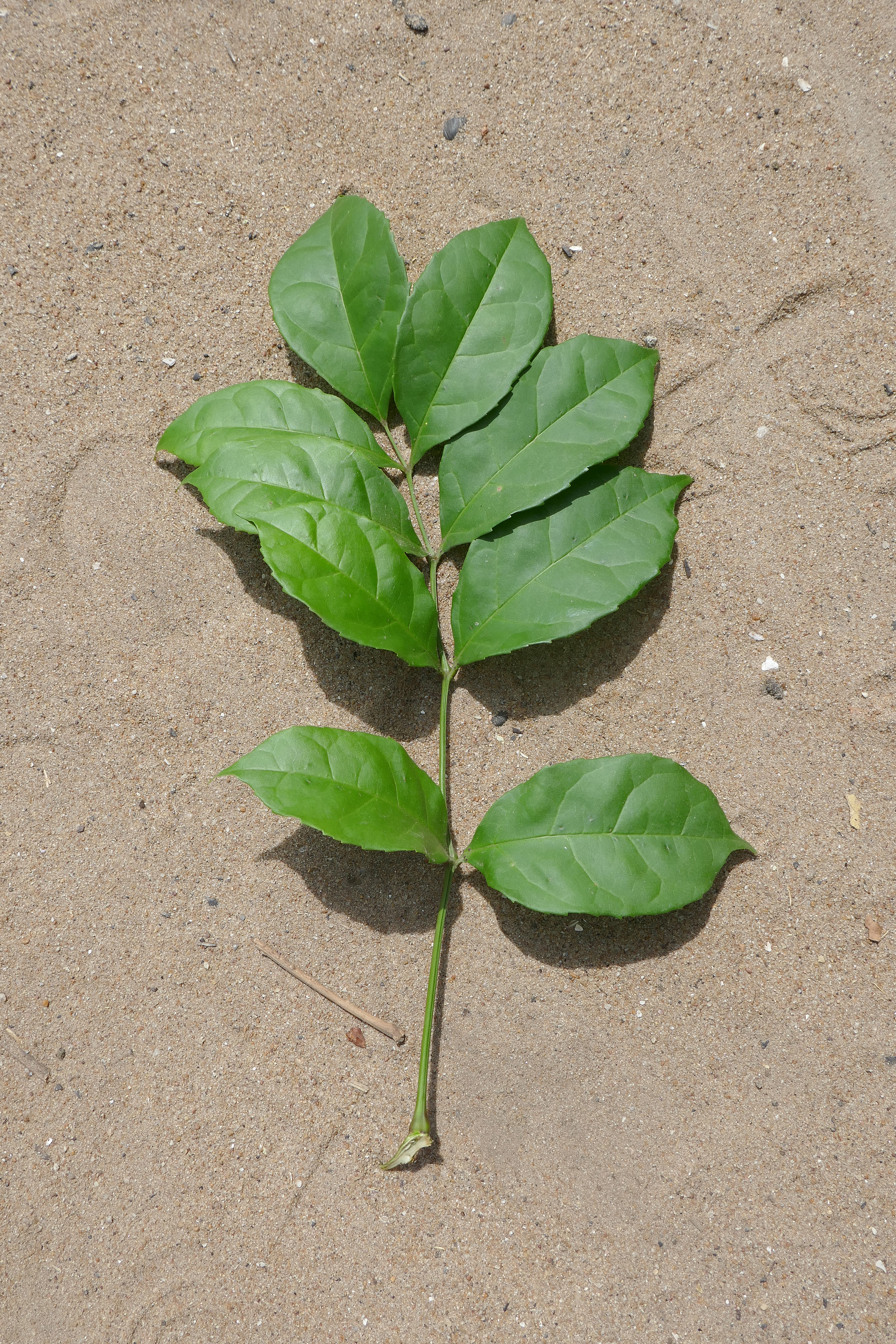
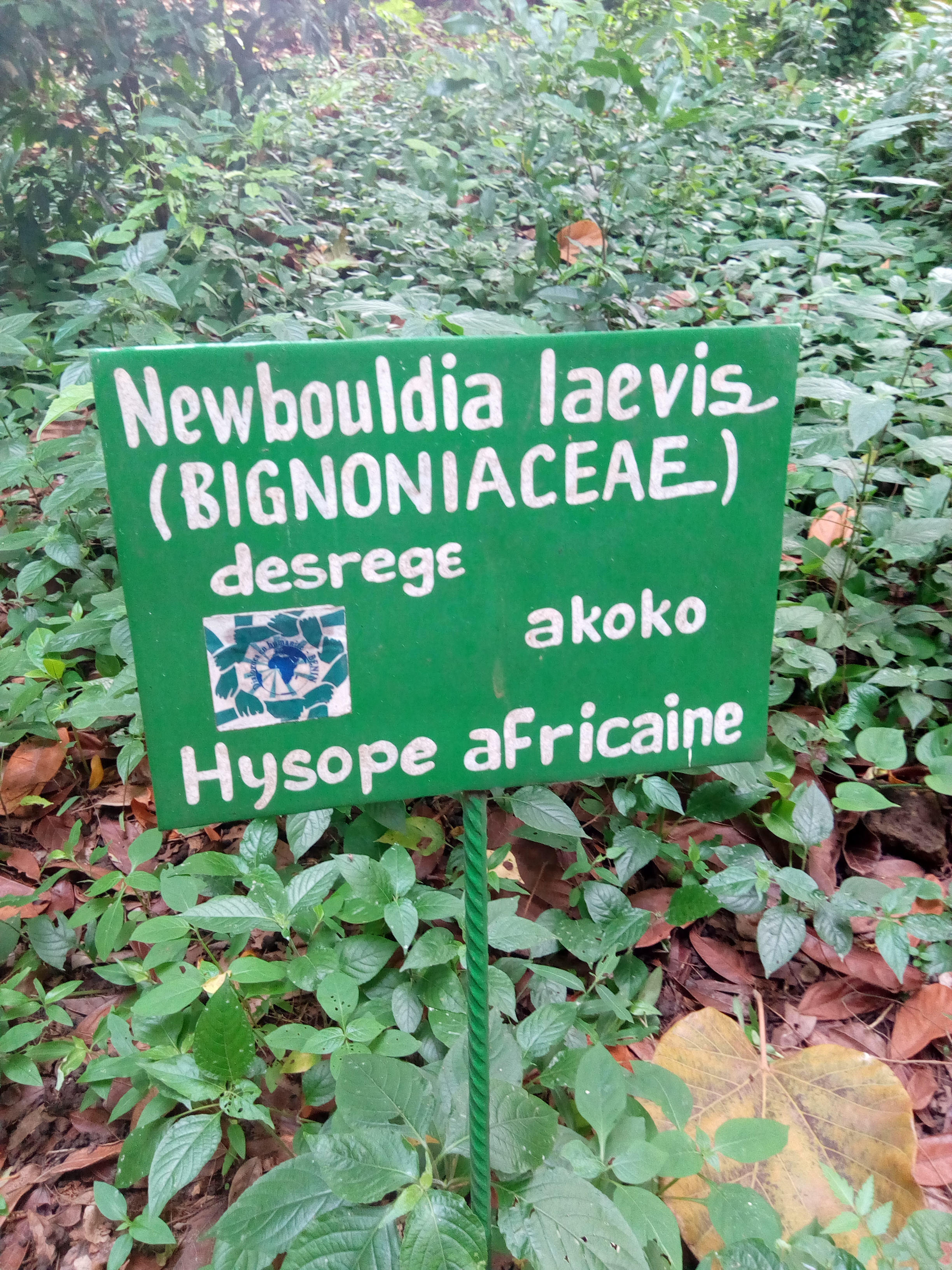
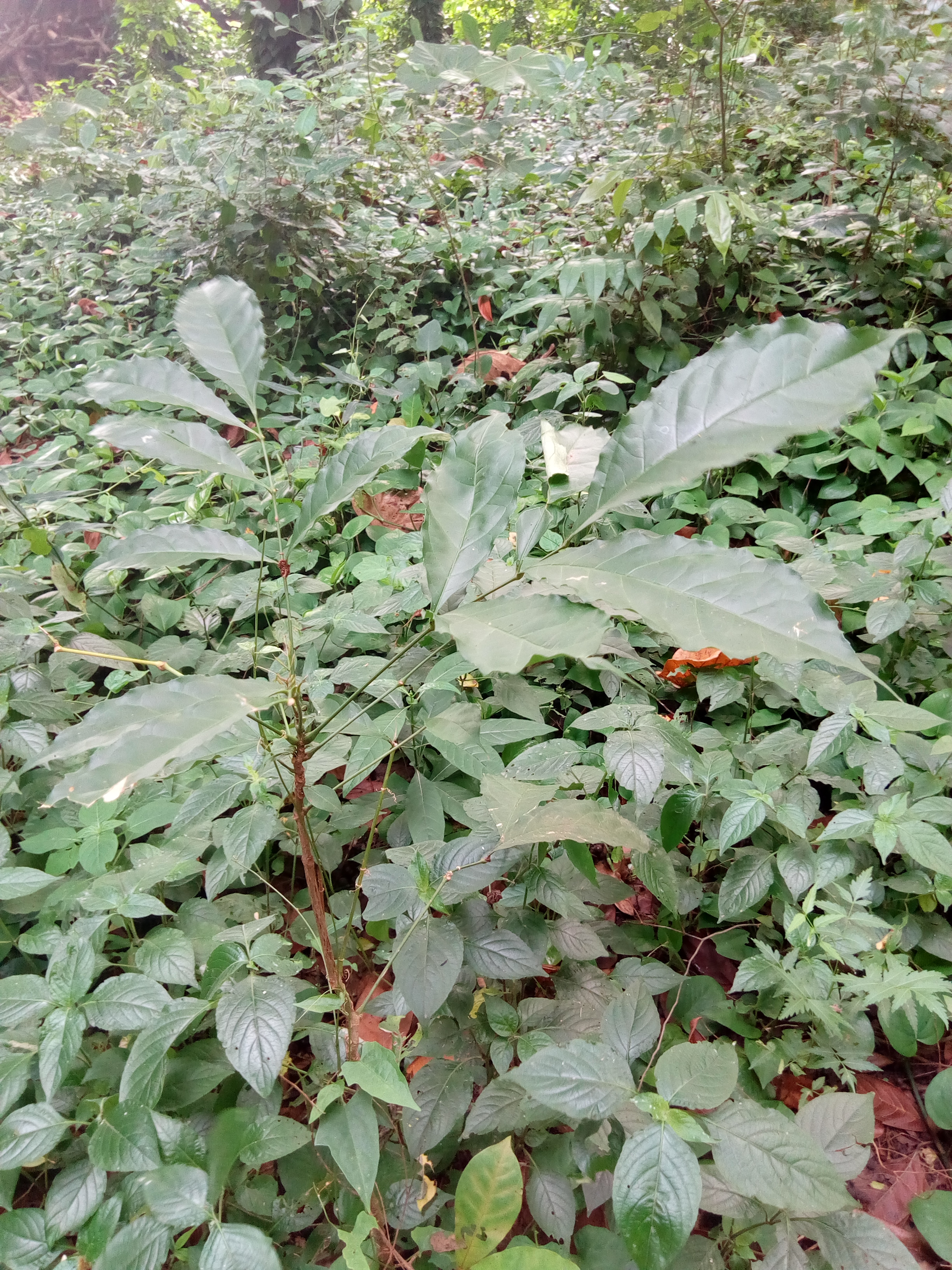
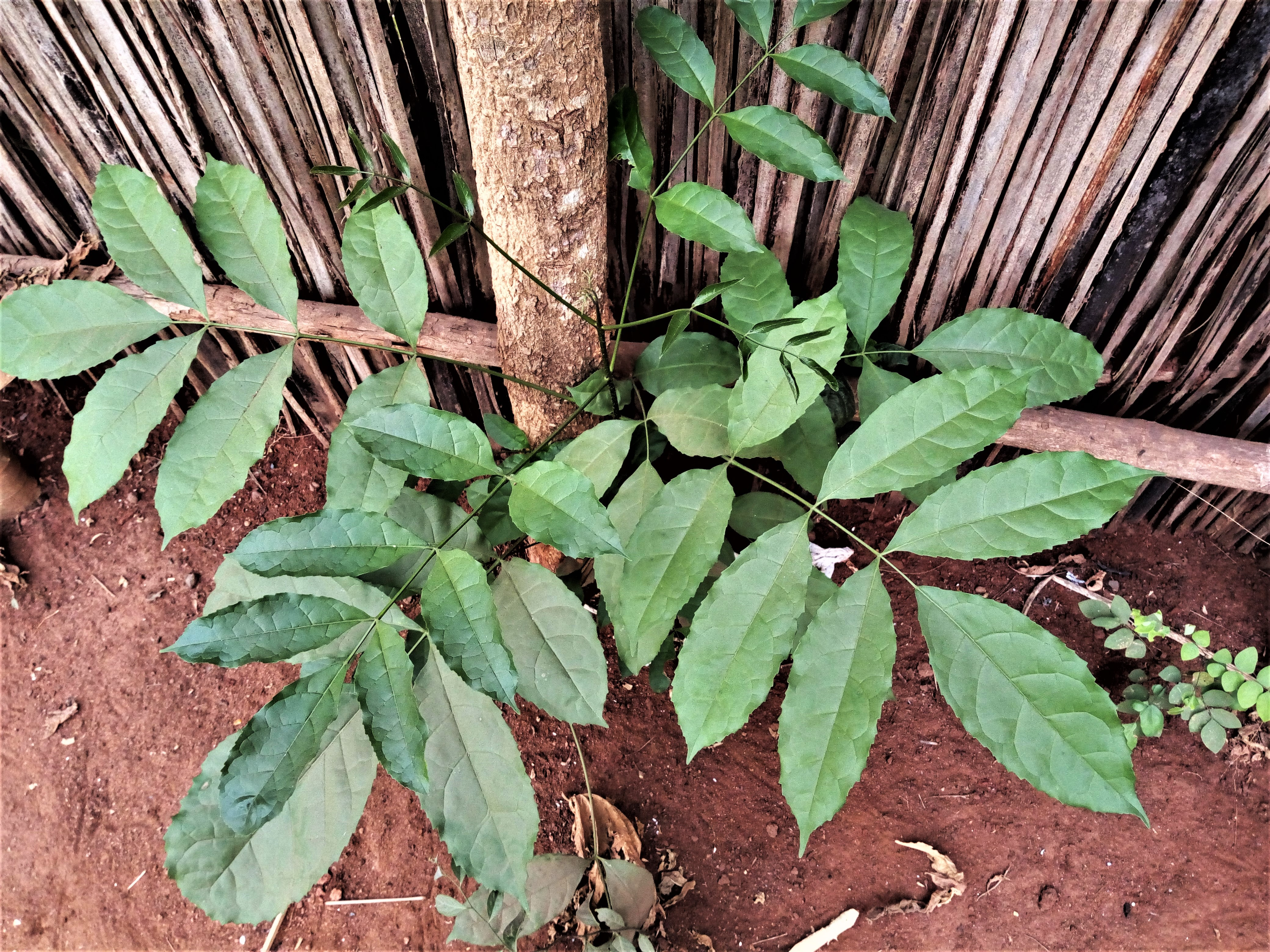

## Utilisation
L'arbuste est souvent utilisée pour ses vertus médicinales par les autochtones, et via sa fleur aisément identifiable, la plante sert est aussi cultivée comme pour marquer les limites d'un terrain ou tout simplement comme une plante ornementale. Son écorce est particulièrement utilisée en médecine traditionnelle. Il revêt des propriétés analgésiques. Parmi les vertus thérapeutiques qui lui sont attribuées, une décoction est utilisée dans le traitement de la toux, la constipation, des maux de tête, rhumes, sinusites,  la diarrhée et de la dysenterie. Administrée aux enfants, elle contribue au traitement de l’épilepsie et des convulsions. Son écorce associée au piment permet le traitement des douleurs de la cage thoracique. Parmi les nombreux usages qui lui sont associées on le retrouve dans les matériaux de construction : bois, agri-horticulture, phytochimie et pratiques occultes. 
Une décoction fait à base des feuilles de Newbouldia laevis permet de traiter l'ophtalmie, la conjonctivite. Les feuilles sont souvent cuites dans une soupe à l'huile de palme et consommées par les femmes enceintes afin de faciliter l'accouchement. Une pâte à base des feuilles et appliquée sur la plaie causée par une morsure de serpent permet d'extraire le venin.